# Nguyễn Đa Phương
Nguyễn Đa Phương (? – 1389) là tướng lĩnh Đại Việt cuối thời Trần, em nuôi và là vây cánh của Lê Quý Ly (sau đổi thành Hồ Quý Ly). Ông được Lê Quý Ly tiến cử làm tướng quân, phụng sự qua các triều vua Trần Phế Đế và Trần Thuận Tông, từng chỉ huy quân đội Đại Việt chống đỡ nhiều cuộc tấn công của Chiêm Thành – lúc đó đang cường thịnh dưới tay vua Chế Bồng Nga, vào cuối thế kỷ 14. Về sau, ông cậy công, lên mặt chống đối Quý Ly, nên bị bức tử.

## Thân thế
Đại Việt Sử ký Toàn thư là bộ sử biên niên sớm nhất còn sót lại về thời kỳ Trần-Hồ-Hậu Lê và cũng là tư liệu sơ cấp duy nhất về cuộc đời của Nguyễn Đa Phương, mặc dù bộ sử này chép khá sơ lược về ông. Bộ sử không đề cập năm sinh của Nguyễn Đa Phương, chỉ cho biết ông là con của Nguyễn Sư Tề, thầy dạy võ của Lê Quý Ly (Hồ Quý Ly) thời nhỏ. Lê Quý Ly khi học với Sư Tề đã nhận Đa Phương làm em nuôi.

## Sự nghiệp
Căn cứ theo Đại Việt Sử ký Toàn thư, Nguyễn Đa Phương xuất hiện trên chính trường lần đầu tiên là vào năm 1379 đời vua Trần Phế Đế (giữ ngôi 1377-1389). Bấy giờ thượng hoàng Trần Nghệ Tông (giữ ngôi vua 1370-1372, thái thượng hoàng 1372-1394) rất trọng dụng Lê Quý Ly, cho làm chức Tiểu tư không kiêm Hành khu mật đại sứ. Quý Ly tiến cử Nguyễn Đa Phương làm tướng quân. Khi chép đến đoạn Quý Ly tiến cử Nguyễn Đa Phương, Toàn thư có hé lộ rằng Đa Phương trước đó từng bị quân Chiêm Thành bắt (Chiêm Thành với Đại Việt đã giao chiến dai dẳng từ đầu thập niên 1360), sau đó trốn được về. Ngoài tướng quân Nguyễn Đa Phương, Lệ Quý Ly còn tiến cử chủ thư thị ngự sử Phạm Cự Luận làm quyền đô sự. Đa Phương và Cự Luận hỗ trợ Quý Ly rất đắc lực nên người đời nói Quý Ly có phương viên tá lự. 
Từ thời vua Trần Dụ Tông (giữ ngôi 1341-1369), Đại Việt đã suy suyển, láng giềng phía nam là Chiêm Thành lại quật khởi mạnh mẽ dưới sự lãnh đạo của vua Chế Bồng Nga và thủ tướng La Khải. Tháng 2 âm lịch năm 1382, Chế Bồng Nga dẫn quân đánh Thanh Hóa. Vua Trần Phế Đế sai Lê Quý Ly đem quân đi chống giữ. Quý Ly đóng quân ở núi Long Đại, giao Nguyễn Đa Phương, bấy giờ là tướng coi quân Thần Khôi giữ hàng cọc đóng ở cửa biển Thần Đầu. Khi quân Chiêm tiến đến bằng cả hai đường thủy bộ. Đa Phương không đợi lệnh của Quý Ly, tự ý cho mở hàng cọc xua quân ra đánh. Quân Chiêm Thành thua to, chạy tán loạn vào rừng núi, quân Đại Việt đốt hết thuyền bè đối phương, truy đuổi tàn quân Chiêm đến tận thành Nghệ An. Khi tin thắng trận được báo về, triều đình phong Nguyễn Đa Phương làm Kim ngô vệ đại tướng quân.Tháng 6 âm lịch năm 1382, Chế Bồng Nga và La Khải đem bộ binh men theo chân núi, đến đóng ở sách Khổng Mục. Kinh đô Thăng Long kinh động. Thượng hoàng Nghệ Tông sai tướng chỉ huy quân Hoa Ngạch là Lê Mật Ôn đem quân đi chống giữ. Mật Ôn đến Tam Kỳ chưa kịp làm gì thì bị lọt vào trận mai phục của quân Chiêm, quan quân Việt thua chạy, Mật Ôn bị bắt sống. Thượng hoàng phải rời kinh đi lánh nạn. Nguyễn Đa Phương đôn đốc quân lính dựng rào trại ở kinh thành, ngày đêm phòng giữ. Đến tháng 12 thì quân Chiêm Thành rút về nước.
Tháng 6 âm lịch năm 1388, thượng hoàng Trần Nghệ Tông lấy Lê Quý Ly làm phán thủ Tri tả hữu ban sự. Tháng 8 âm lịch năm này, vua Trần Phế Đế bàn với thái úy Trang Định vương Trần Ngạc: "Thượng hoàng tin yêu ngoại thích là Quý Ly, cho hắn mặc sức làm gì thì làm, nếu không lo trước đi thì sau sẽ rất khó chế ngự". Con Nhập nội hành khiển tả ty Vương Nhữ Chu là Nhữ Mai khi dạy học cho vua, đã nghe được và tiết lộ mưu này cho Quý Ly. Nguyễn Đa Phương khuyên Quý Ly nên trốn ra núi Đại Lại đợi biến động, nhưng Phạm Cự Luận ngăn lại, khuyên Quý Ly tâu xin thượng hoàng phế truất vua. Quý Ly nghe theo, bí mật tâu xin thượng hoàng truất bỏ Phế Đế, lập Chiêu Định vương Trần Ngung làm vua. Tháng 12 âm lịch năm 1388, thượng hoàng sai người bắt và thắt cổ Trần Phế Đế. Chiêu Định vương lên ngôi tức Trần Thuận Tông (giữ ngôi 1388-1398).
Tháng 10 âm lịch năm 1389, người Chiêm kéo đến đánh Thanh Hóa, đánh vào Cổ Vô, thượng hoàng sai Quý Ly đem quân đi chống giữ. Quý Ly mắc kế quân Chiêm, quân Đại Việt bị thua. Tướng chỉ huy quân Hữu Thánh Dực là Nguyễn Chí  bị người Chiêm bắt sống, 70 tướng còn lại đều bị chết trận. Quý Ly để tỳ tướng Phạm Khả Vĩnh và Nguyễn Đa Phương ở lại cầm cự, còn mình thì trốn về Thăng Long xin thêm chiến thuyền để chống cự. Thượng hoàng không cho, vì thế Quý Ly giao trả binh quyền, không đi đánh nữa. Phạm Khả Vĩnh và Nguyễn Đa Phương chống giữ ở Ngu Giang; Đà Phương bàn với Khả Vĩnh: "Thế giặc như vậy, bọn ta cô quân, khó lòng cầm cự được lâu. Nếu rút quân về, giặc nhất định thừa cơ đuổi theo". Hai người bèn dùng kế giương nhiều cờ xí, buộc thuyền lớn vào cọc, sai người canh giữ, đang đêm dong thuyền nhẹ rút lui.
Về kinh, Nguyễn Đa Phương cho rằng mình có công cao, có ý lên mặt, thường hay chê Quý Ly là bất tài. Quý Ly thu lại số quân do Nguyễn Đa Phương chỉ huy, nhưng ông vẫn không tiếp tục chống đối.
Thượng hoàng nói: 
"Nên trị tội nhẹ để cảnh cáo hắn".
Quý Ly tâu: 
"Đa Phương rất gan góc, tráng kiện, thần sợ hắn sẽ trốn sang nước Minh phương Bắc hay Chiêm Thành phương Nam, thả cọp để lại mối họa về sau, chi bằng giết đi là hơn".
Rồi bắt Đa Phương phải tự tử. Trước khi chết, Đa Phương than rằng: 
"Ta vì có tài nên được giàu sang, cũng vì có tài mà đến nỗi chết, chỉ hận là không được chết ở chiến trận mà thôi"
Sử thần Đại Việt đời Lê sơ Ngô Sĩ Liên, trong sách Đại Việt Sử ký Toàn thư, nhận xét về vai trò của Nguyễn Đa Phương trong trận Ngu Giang:
Quý Ly thân làm đại tướng, có quan hệ tới mối an nguy của cả nước, thế mà để đến nỗi thất trận tan quân, tội ấy rất lớn. Đã không lo dốc sức trận sau để chuộc tội lần trước, lại bỏ quân chuồn về trước để tránh mưu kế của giặc, rồi lại không tự trói mình chịu tội như người xưa vẫn làm. Cái lòng vô quân ấy lớn lắm. Cứ theo quân pháp thì hắn đáng phải tội chết, như trận đánh Thành Bộc, Tử Ngọc để vỡ quân, bị vua Sở mỗi ngày một mạnh và uy lệnh được thi hành. Nghệ Hoàng không bắt tội Quý Ly, thế là chính hình đã lầm lỡ rồi. Còn như Đa Phương, Khả Vĩnh vì đem cô quân chống giặc mạnh mà phải ngầm rút chạy thì chưa hẳn phải trách cứ nặng nề. Là vì trong việc dùng binh, hễ đánh lui được giặc là có công, đánh không lợi mà rút là không có tội. Dùng kế lừa giặc để lui quân là thuật của nhà binh, có hại gì đâu? Nghệ Tông không biết dùng Đa Phương đó thôi.
Sử quan thời Lê Trung hưng là Ngô Thì Sĩ, trong sách Việt sử tiêu án, có nhận xét tiêu cực hơn về Nguyễn Đa Phương:
Việc này Quý Ly trốn trước, Đa Phương trốn theo, thế mà còn cho rằng: toán quân đi giữ gìn sau cùng, là công của mình, có vẻ khoe khoang, thế là những người thua bỏ chạy 50 bước cười người chạy 100 bước, lại không xấu hổ với quân lính buộc thuyền giữ cây gỗ đó hay sao? Còn tài cán gì mà khoe khoang.